# Sant Miquel de Cladells
Sant Miquel de Cladells és una església romànica del municipi de Santa Coloma de Farners (Selva) inclosa en l'Inventari del Patrimoni Arquitectònic de Catalunya. Dona nom a una entitat de població del municipi de Santa Coloma de Farners, que en el cens de 2006 tenia 24 habitants, anomenada Cladells.

## Descripció

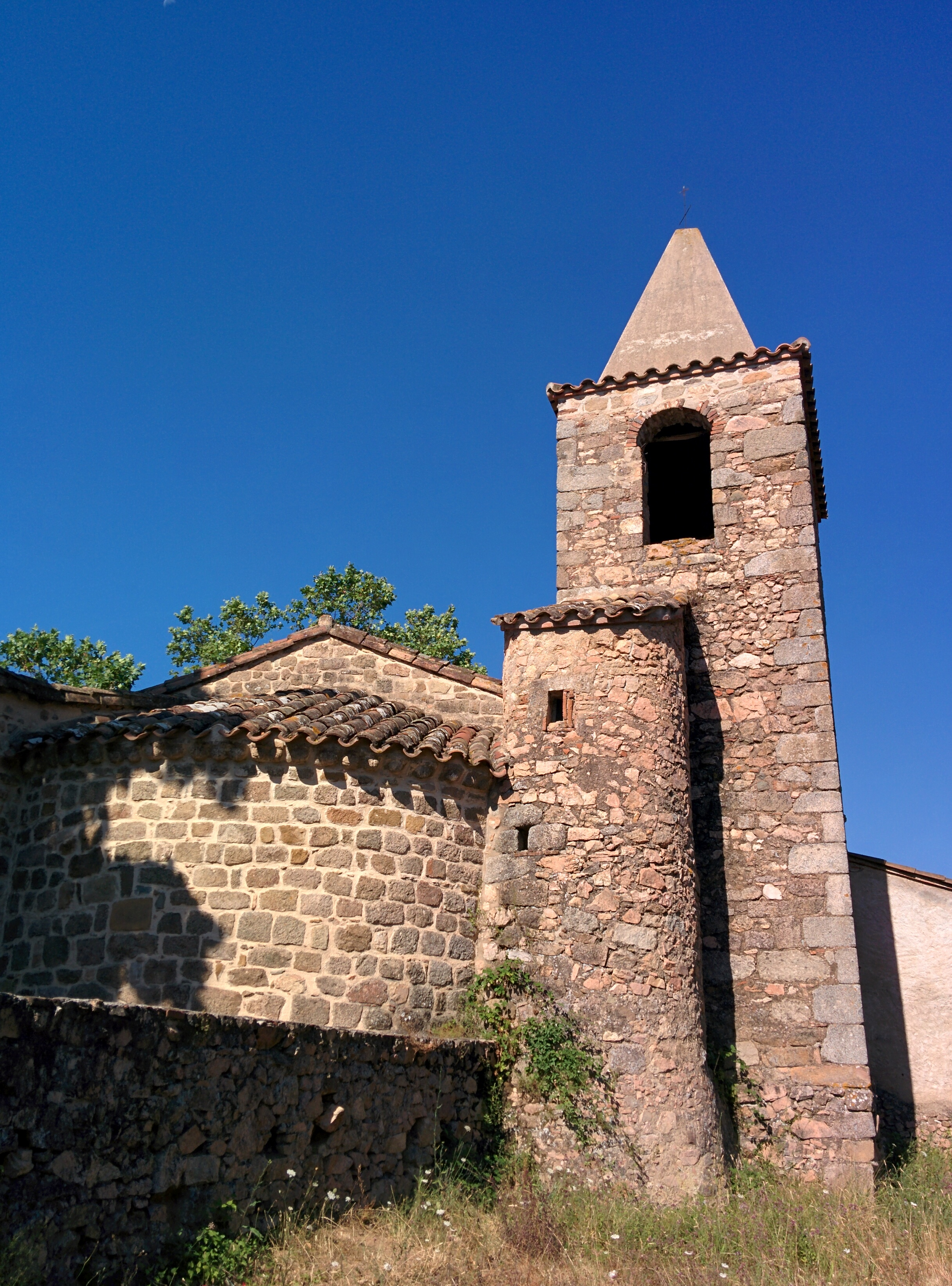

L'església és d'una sola nau trapezial, de deu metres de llarg per quatre d'amplada, amb els murs longitudinals paral·lels, mentre que l'absis i el de ponent estan esbiaixats. La nau està coberta per una volta de canó apuntada. L'absis és semicircular i amb volta de quart d'esfera, té adossat el campanar de planta quadrada i l'accés per una escala de cargol de pedra. Pel costat sud hi ha l'obertura a un cos afegit que fa la funció de sagristia. La nau i l'absis s'uneixen amb un arc presbiterial trencat amb unes impostes arrodonides. A cada lateral de la nau s'obre una capella amb arc de mig punt i finestra de doble esqueixada. La de la dreta té volta de canó i guarda una gran pica baptismal de granit, i la de l'esquerra és de volta de creueria amb clau de volta.
A l'exterior, l'absis, de carreus força regulars, presenta un fris en el ràfec que té nou grups de dues o tres semiesferes amb una creu marcada que els divideix en quatre porcions iguals. El campanar quadrat té quatre finestres de mig punt i està coronat per una coberta piramidal. Adossat al campanar hi ha una estructura semicircular. La porta d'entrada original es manté al costat de migdia i està formada per dos arcs de mig punt en gradació, amb unes impostes decorades amb un xamfrà. Enfront s'obre el cementiri amb tancament de mur de pedra que arriba fins a l'absis. Tot el conjunt ha estat restaurat. Als peus de l'edifici hi ha la rectoria de datació posterior.

## Història
L'any 950 en la consagració de Santa Coloma pel bisbe de Girona Gotmar s'esmenta l'església de Sant Miquel Arcàngel situada en la vall depenent de Santa Coloma. Aquest document indica que es concedeix l'església a Giscafred, fill d'Ennec. El 1362 apareix una església parroquial amb el nom de Sancti Michaele de Claudellis. A principis del segle xviii sembla que estava en bones condicions. L'any 1755 el Consell General actualitzà el repartiment de blat dels diferents masos. Durant la Guerra del Francès el temple fou saquejat i es van destruir els altars majors, del Roser i de Sant Llorenç. El 1828 ja hi ha un nou altar major i un altre dedicat a la Verge dels Dolors.
La rectoria, força posterior, va ser convertida durant uns anys en hostal i actualment s'utilitza com a casa de colònies.